# مارك ديفيد لي
مارك ديفيد لي (بالإنجليزية: Mark Lee)‏ هو موسيقي أمريكي، ولد في 29 مايو 1973.

## وصلات خارجية
- مارك ديفيد لي على موقع ميوزك برينز (الإنجليزية)
- مارك ديفيد لي على موقع ديسكوغز (الإنجليزية)